# Irydologia
Ten artykuł opisuje teorie, metody lub czynności niezgodne ze współczesną wiedzą medyczną.
Irydologia – dział medycyny alternatywnej, zajmujący się kompleksową oceną stanu zdrowia na podstawie wyglądu tęczówki .

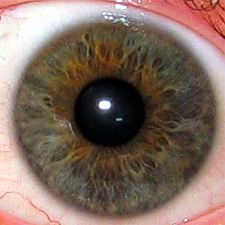
Zielono-żółta tęczówka dookoła przezroczystej źrenicy. Białą zewnętrzną powierzchnią jest twardówka

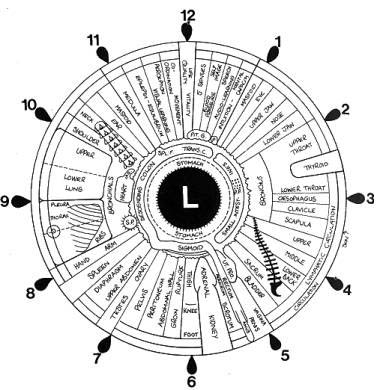
Mapa irydologiczna lewej tęczówki oka człowieka

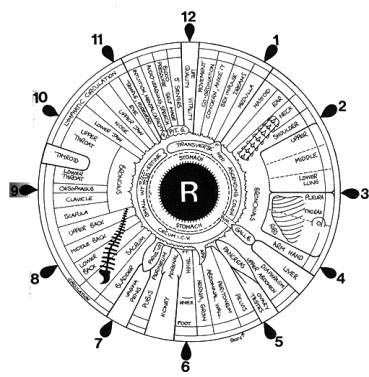
Mapa irydologiczna prawej tęczówki oka człowieka.

Obecnie irydolodzy najczęściej używają do badania cyfrowej kamery irydologicznej połączonej z komputerem. Dawniej, w tym celu, używana była lampa szczelinowa lub lupa (wraz z oświetleniem o odpowiednim kierunku i natężeniu). Za pomocą tych narzędzi można dokładnie przyjrzeć się tęczówce i porównać zaobserwowane zmiany z mapami irydologicznymi. Mapy te są schematami prezentującymi pola projekcji. Przedstawiają one podział powierzchni tęczówki na pola projekcji poszczególnych układów i narządów wewnętrznych. Każdej części ciała odpowiada ściśle określone miejsce na powierzchni tęczówki oka.

## Skuteczność irydologii
Zwolennicy irydologii donoszą o wysokiej trafności diagnoz (80%), jednak przeczą temu niektóre badania kliniczne, a w medycznej literaturze naukowej irydologia opisywana jest jako bezwartościowa i potencjalnie szkodliwa. Np. w teście diagnostycznym z 2005 roku przeprowadzonym na 110 pacjentach, spośród których 68 miało stwierdzone różne formy raka, po badaniu przez doświadczonego irydologa jedynie w 3 przypadkach postawiono właściwą diagnozę (przy czym irydolog miał możliwość zaproponowania 5 diagnoz dla każdego pacjenta). Irydologia zdaje się być bezwartościową metodą diagnozowania nowotworów, natomiast w przypadku np. cukrzycy, jej skuteczność wynosi 90%.
Badanie przeprowadzone przez Population Health Research Institute z St George's University of London wykazało, że analiza obrazów tęczówek wsparta wykorzystaniem sztucznej inteligencji jest pomocna w diagnozowaniu chorób układu krążenia, choć jeśli chodzi o udary czy zawały, nie wykazano szczególnej przewagi nad innymi metodami. W szczególności analiza obrazu tęczówki okazała się podobnie skuteczna (czasem lepsza) jak zastosowanie skali Framingham.
Profesor Calle Bengtsson, z Katedry Medycyny Ogólnej Szpitala Vasa w Göteborg, recenzując nowy podręcznik z zakresu medycyny naturalnej (ISBN 91-515- 3058-2), w szwedzkim czasopiśmie medycznym Läkartidningen, w podsumowaniu na temat diagnostyki z oczu napisał, że:

Akupunktura pokazała nam, że dziś możemy zaakceptować to, w co kiedyś trudno nam było uwierzyć.

## Historia

### Irydologia w starożytności
Zwolennicy irydologii wskazują, że analiza wyglądu tęczówki do badania organizmu ludzkiego była stosowana za czasów faraona Tutenchamona. Autorem pracy na ten temat był kapłan El Aksy, który przyczynił się również do rozpowszechnienia wiedzy o irydologii z Egiptu do Babilonii, Tybetu i Indochin. Starożytni rolnicy wykorzystywali elementy irydologii do oceny stanu zdrowia kupowanego bydła. Ponad 3000 lat temu irydologia praktykowana była w Chinach, Indiach i Japonii – starożytni lekarze wyodrębnili odpowiednie punkty na tęczówce oka, do zbadania zmian, które powstały w wyniku pewnych schorzeń.

### Irydologia w XIX wieku
Irydologia cieszyła się największym zainteresowaniem w Europie w XIX wieku. Za jej narodziny uważany jest rok 1861. Twórcami współczesnej irydologii są węgierski lekarz Ignac Peczely i szwedzki duchowny Nils Liljequist, którzy niezależnie stworzyli bardzo podobne podstawowe mapy irydologiczne. Ich prace stały się znane około roku 1880. Nils Liljequist w roku 1897 opublikował pracę „Diagnoza na podstawie oka”. W Niemczech irydologię wykładał pastor Emanuel Felke, na którego cześć powstał Pastor Felke Institut, mający na celu rozwój oraz promocję irydologii.

### Irydologia w XX wieku
W roku 1920 dr M. Madaus zaczął wydawać czasopismo irydologiczne „Iriscorrespondens”, które pozwoliło zorganizować działalność irydologów z całego świata. Zainteresowanie irydologią wzrosło w połowie XX wieku. W 1959 roku niemiecki naukowiec, professor Rudolf Schnabel, opublikował dwutomową pracę na temat irydologii, za którą otrzymał nagrodę Towarzystwa Królewskiego w Londynie. W 1970 roku B. Jensen opublikował książkę „Nauka i praktyka irydologii”, która uznawana jest za podstawowy podręcznik w tej dziedzinie. W 1980 r. odbyła się w Paryżu pierwsza Międzynarodowa Konferencja Irydologów. Postanowiono wtedy utworzyć fundację badań nad irydodiagnostyką.

## Organizacje
W roku 1951 założono Organizację Irydologów (FIA). W Warszawie działa Polskie Towarzystwo Irydologii i Homeopatii.